# Gmina Valjala
Gmina Valjala (est. Valjala vald) – gmina wiejska w Estonii, w prowincji Sarema.
W skład gminy wchodzi:
- 1 okręg miejski: Valjala
- 32 wsie: Ariste, Jursi, Jõelepa, Jööri, Kalju, Kalli, Kallemäe, Kogula, Koksi, Kuiste, Kungla, Kõnnu, Kõriska, Lööne, Männiku, Nurme, Oessaare, Põlluküla, Rahu, Rannaküla, Röösa, Sakla, Siiksaare, Turja, Tõnija, Undimäe, Vanalõve, Veeriku, Vilidu, Võrsna, Väkra, Väljaküla.